# Jacobifeld
Ein Jacobifeld bzw. genauer Jacobivektorfeld (benannt nach Carl Gustav Jacob Jacobi) ist ein Vektorfeld längs einer Geodäten, das Lösung der Jacobigleichung ist. Anschaulich betrachtet stellt es das Verschiebungsvektorfeld zwischen infinitesimal benachbarten Geodäten auf einer riemannschen oder pseudoriemannschen Mannigfaltigkeit dar. Verwendung findet dieses Konzept in der Differentialgeometrie und in der allgemeinen Relativitätstheorie. Die Untersuchung von Jacobifeldern ist im Beweis des Satzes von Cartan-Hadamard zentral.

## Jacobigleichung
Die Jacobigleichung ist eine Differentialgleichung für ein Vektorfeld entlang einer Geodäte und setzt die Krümmung der Mannigfaltigkeit in Beziehung zur zweiten Ableitung des gesuchten Jacobifeldes.
Es sei {\displaystyle c\colon (a,b)\rightarrow M} eine Geodäte mit Tangentialvektorfeld {\displaystyle c'}. Ein glattes Vektorfeld {\displaystyle Y\colon (a,b)\rightarrow TM} längs {\displaystyle c} heißt Jacobifeld, wenn es die Jacobigleichung
{\displaystyle \nabla _{c'}^{2}Y+R(Y,c')c'=0}
erfüllt. Dabei bezeichnet {\displaystyle R(\cdot ,\cdot )\cdot } den Krümmungstensor und {\displaystyle \nabla _{c'}} die durch den Levi-Civita-Zusammenhang {\displaystyle \nabla } induzierte kovariante Ableitung längs {\displaystyle c}.
Die Jacobigleichung ist eine lineare gewöhnliche Differentialgleichung zweiter Ordnung.
Im Allgemeinen kann ein Jacobifeld Komponenten tangential und orthogonal zur Geodäte haben. Tangentiale Jacobifelder haben die einfache Gestalt
{\displaystyle Y(t)=ac'(t)+btc'(t)}
für reelle Parameter {\displaystyle a} und {\displaystyle b}. Beliebige Jacobifelder haben die Gestalt
{\displaystyle Y(t)=Y_{\perp }(t)+ac'(t)+btc'(t)},
wobei {\displaystyle Y_{\perp }} ein Jacobifeld orthogonal zu {\displaystyle c} ist. Für die Untersuchung konjugierter Punkte und die Morseindextheorie beschränkt man sich daher meist auf die Betrachtung orthogonaler Jacobifelder.
Mittels Wahl von Koordinaten kann man das Jacobifeld als {\displaystyle \textstyle Y(t)=\sum _{i=1}^{m}y_{i}(t)X_{i}(t)} schreiben, wobei die {\displaystyle X_{i}} parallele orthonormale Vektorfelder längs {\displaystyle c} sind, und erhält so die Jacobigleichung in Koordinaten:
{\displaystyle y_{i}''(t)+\sum \limits _{j=1}^{m}y_{j}(t)g(R(c',X_{j})c',X_{i})(t)=0}
In dieser Form ist einfach ersichtlich, dass für gegebene Anfangsbedingungen {\displaystyle Y(0)=u,Y'(0)=v} eine eindeutige Lösung existiert.

## Beispiel: Jacobifeld auf der 2-Sphäre

Darstellung einer Kugel.
Alle durchgezogenen Linien dieses Bildes sind Großkreise. Die gestrichelten Linien sind die Breitenkreise. Die gelben Linien sind die Längenkreise

Als illustratives Beispiel kann die Kugeloberfläche dienen. In der kanonischen Metrik auf der Sphäre, die man durch die Einbettung in {\displaystyle \mathbb {R} ^{3}} gewinnt, sind die Geodäten die Großkreise. Alle Großkreise, die durch einen Punkt verlaufen, schneiden sich erneut am Antipodenpunkt dieses Punktes. Diese Großkreise zusammen mit den zwei Punkten beschreiben also die Längenkreise und die Pole eines Kugelkoordinatensystems. Das Jacobifeld entlang dieser Längenkreise ist an jedem Punkt tangential zur Sphäre und senkrecht zu den Längenkreisen. Die Integralkurven des Jacobifeldes sind also die Breitenkreise. Die Striche der Breitenkreise im nebenstehenden Bild kann man als Vektoren des Jacobifelds an dieser Stelle auffassen. Hier wird deutlich, dass das Jacobifeld den Abstand zwischen benachbarten Geodäten beschreibt und in den Polen verschwindet. Die beiden Pole sind also zueinander konjugierte Punkte.

## Motivation
Die Definition der Jacobigleichung basiert auf der Untersuchung des Energiefunktionals im Rahmen der riemannschen Geometrie. Dieses Funktional wird für alle glatten Kurven {\displaystyle c:[a,b]\to M} auf der riemannschen Mannigfaltigkeit {\displaystyle (M,g)} folgenderweise definiert:
{\displaystyle E(c)={\frac {1}{2}}\int \limits _{a}^{b}g(c'(t),c'(t))dt}
Der Name Energiefunktional lässt sich einfach im Rahmen der klassischen Mechanik verstehen, bei der die kinetische Energie eines Teilchens durch {\displaystyle E_{\mathrm {kin} }={\tfrac {1}{2}}v^{2}} definiert wird. Wie vom Hamiltonsches Prinzip her bekannt wird ein physikalisches Teilchen eine Bahn wählen, welche die Energie minimiert. Falls wir also interessiert sind, welche Bahnen das im Rahmen der riemannschen Geometrie sind, müssen wir die Variation dieses Funktionals berechnen. Dafür definieren wir die Variation einer Kurve als {\displaystyle h\colon [a,b]\times (-\epsilon ,\epsilon )\to M}, wobei wir die jeweilige Kurve mit {\displaystyle h(t,s)=c_{s}(t)} abkürzen, wobei {\displaystyle c_{0}(t)=c(t)} unsere ursprüngliche Kurve ist. Mithilfe der Theorie der Faserbündel sowie des Zusammenhang (Differentialgeometrie) können wir nun die erste Variation berechnen:
{\displaystyle {\frac {d}{dt}}{\bigg \vert }_{s=0}E(c_{s})=g(Y(t),c'(t)){\bigg \vert }_{a}^{b}-\int \limits _{a}^{b}g(Y(t),\nabla _{c'(t)}c'(t))\mathrm {d} t}
Interessanterweise finden wir für Nullstellen dieser Variation im Falle einer Variation mit festen Endpunkten (d. h. {\displaystyle c_{s}(a)=p} {\displaystyle c_{s}(b)=q} {\displaystyle \forall s\in (-\epsilon ,\epsilon )}) exakt die Definition einer Geodäten {\displaystyle \nabla _{c'(t)}c'(t)=0}. Wir finden also, dass Geodäten in der riemannschen Geometrie gerade die Kurven beschreiben, welche das Hamiltonische Prinzip im Falle von {\displaystyle {\mathcal {L}}=E_{\mathrm {kin} }} erfüllen. Um die Definition der Jacobifelder zu verstehen müssen wir noch einen Schritt weiter gehen. Wir wählen also einen Extremalpunkt der ersten Variation, das heißt {\displaystyle c(t)} eine Geodäte. Die zweite Variation ergibt sich dann als
{\displaystyle {\frac {d^{2}}{dt^{2}}}{\bigg \vert }_{s=0}E(c_{s})=\left[g(\nabla _{\partial _{s}}^{h}Y(t),c'(t))+g(\nabla _{\partial _{t}}^{h}Y(t),Y(t))\right]_{a}^{b}+\int \limits _{a}^{b}g(Y(t),\nabla _{\partial _{t}}^{2}Y(t)+R(c',Y)c'(t))\mathrm {d} t}
Wir sehen also, dass die zweite Variation des Energiefunktionals die Definition der Jacobifelder eröffnet.

## Lorentzsche Indexform und konjugierte Punkte
Die Lorentzsche Indextheorie betrachtet wie die riemannsche Indextheorie Geodäten auf einem Spezialfall pseudoriemannscher Mannigfaltigkeiten und untersucht diese Geodäten auf das Vorkommen konjugierter Punkte. Zwei Punkte {\displaystyle p=c(a)}, {\displaystyle q=c(b)} entlang einer Geodäte {\displaystyle c} nennt man konjugiert zueinander, wenn ein nichttriviales glattes Jacobifeld entlang {\displaystyle c} existiert, das in {\displaystyle p} und {\displaystyle q} verschwindet.
Sei {\displaystyle V^{\perp }(c)} der Raum der abschnittsweise glatten orthogonalen Vektorfelder entlang einer Geodäte {\displaystyle c\colon [a,b]\rightarrow M}, das heißt,
für {\displaystyle Y\in V^{\perp }(c)} sei {\displaystyle Y(t)\in T_{c(t)}M} und {\displaystyle \langle Y(t),c'(t)\rangle =0} für alle {\displaystyle a\leq t\leq b}.  Die bilineare symmetrische Indexform
{\displaystyle I\colon \;V^{\perp }(c)\times V^{\perp }(c)\rightarrow \mathbb {R} }
wird definiert durch
{\displaystyle I(X,Y)=-\int _{a}^{b}\langle X',Y'\rangle -\langle R(X,c')c',Y\rangle \,\mathrm {d} t} für {\displaystyle X,Y\in V^{\perp }(c).}
In der riemannschen Indextheorie wird das Vorzeichen der Indexform positiv gewählt.
Wenn {\displaystyle X} glatt ist, kann eine partielle Integration durchgeführt werden und es gilt:
{\displaystyle I(X,Y)=-\langle X',Y\rangle |_{a}^{b}+\int _{a}^{b}\langle X''+R(X,c')c',Y\rangle \,\mathrm {d} t}
Für {\displaystyle Y\in V^{\perp }(c)} mit {\displaystyle Y(a)=Y(b)=0}, das heißt, {\displaystyle Y\in V_{0}^{\perp }(c)} vereinfacht sich dies weiter zu:
{\displaystyle I(X,Y)=\int _{a}^{b}\langle X''+R(X,c')c',Y\rangle \,\mathrm {d} t}
Die Indexform hängt eng zusammen mit konjugierten Punkten: Für {\displaystyle Y\in V_{0}^{\perp }(c)} ist äquivalent, ob {\displaystyle Y} ein Jacobifeld ist oder ob {\displaystyle I(Y,Z)=0} für alle {\displaystyle Z\in V_{0}^{\perp }(c)} gilt. Also sind die Endpunkte entlang der Geodäten {\displaystyle c} genau dann konjugiert, wenn die Bilinearform {\displaystyle I} entartet ist.

## Variation von Geodäten
Eine Variation einer Geodäte {\displaystyle c:[a,b]\rightarrow M} ist eine glatte Abbildung
{\displaystyle \alpha :[a,b]\times (-\varepsilon ,\varepsilon )\rightarrow M}
für ein {\displaystyle \varepsilon >0} mit {\displaystyle \alpha (t,0)=c(t)}. Üblicherweise fordert man noch feste Endpunkte: {\displaystyle \alpha (a,s)=c(a)} und {\displaystyle \alpha (b,s)=c(b)} für alle {\displaystyle s\in (-\varepsilon ,\varepsilon )}. Die kanonische Variation mit festen Endpunkten ist nun gerade die Exponentialabbildung von mit {\displaystyle s} skalierten Vektorfeldern
{\displaystyle Y\in V_{0}^{\perp }(c)}: {\displaystyle \alpha (t,s)=\operatorname {exp} _{c(t)}(sY(t))}.
Das Variationsvektorfeld {\displaystyle V} der Variation {\displaystyle \alpha } ist das Vektorfeld {\displaystyle V(t)} entlang {\displaystyle c(t)} mit {\displaystyle V(t)=d/ds(\alpha (t,s))|_{s=0}}. Für die kanonische Variation ist das Variationsvektorfeld also {\displaystyle Y(t)}.
Die 2. Variation der lorentzschen Länge
{\displaystyle L''(0)=(d^{2}/ds^{2}L(s))|_{s=0}\,} (mit {\displaystyle L(s)=L(t\rightarrow \alpha (t,s))}),
der geodätischen Variation ist nun durch die oben beschriebene Indexform gegeben: {\displaystyle L''(0)=I(Y,Y)}. Daraus ergibt sich, dass die Variation {\displaystyle \alpha } bei {\displaystyle I(Y,Y)>0} benachbarte zeitartige Kurven ergibt, die ebenfalls {\displaystyle c(a)} mit {\displaystyle c(b)} verbinden, aber eine größere Länge
{\displaystyle L(\alpha )>L(c)\,}
aufweisen. Damit die zeitartige Geodäte maximal wird, also ihre Länge dem lorentzschen Abstand ihrer Endpunkte entspricht, muss {\displaystyle I} negativ semidefinit auf {\displaystyle c} sein.